# 奇翅目
奇翅目（学名：Alienoptera）是一类已灭绝的昆虫，為网翅总目下的一個目級分類元，与蟑螂和螳螂密切相关。 该目的大多数已知成员来自缅甸的森诺曼期琥珀，然而，该目还包括来自Albian Crato组（巴西）的两个属（Apiblatta和Vcelesvab），以及两个来自于中始新世绿河组（美国科罗拉多州）的属（Chimaeroblattina和Grant）。
目前關於奇翅目是否應獨立成為一目尚有爭議。Vršanský等（2018）認為奇翅目的物種應歸於蜚蠊目玉門甲總科（Umenocoleoidea）之中。